# Fabre (Metro Montreal)

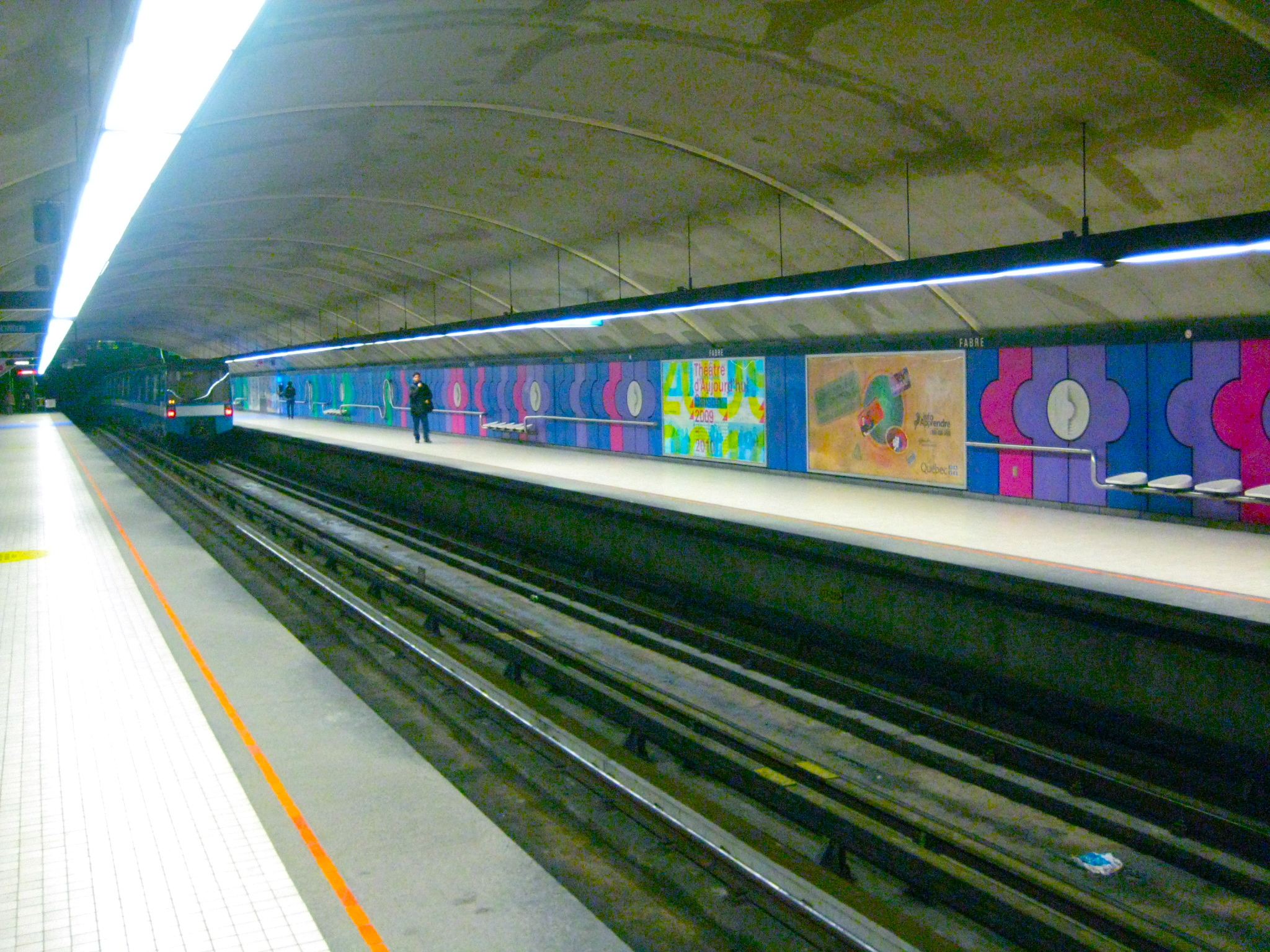
Blick auf die Bahnsteige

Fabre ist eine U-Bahn-Station in Montreal. Sie befindet sich im Arrondissement Villeray–Saint-Michel–Parc-Extension an der Kreuzung von Rue Jean-Talon und Rue Fabre. Hier verkehren Züge der blauen Linie 2. Im Jahr 2019 nutzten 2.388.792 Fahrgäste die Station, was dem 50. Rang unter den insgesamt 68 Stationen der Metro Montreal entspricht.

## Bauwerk

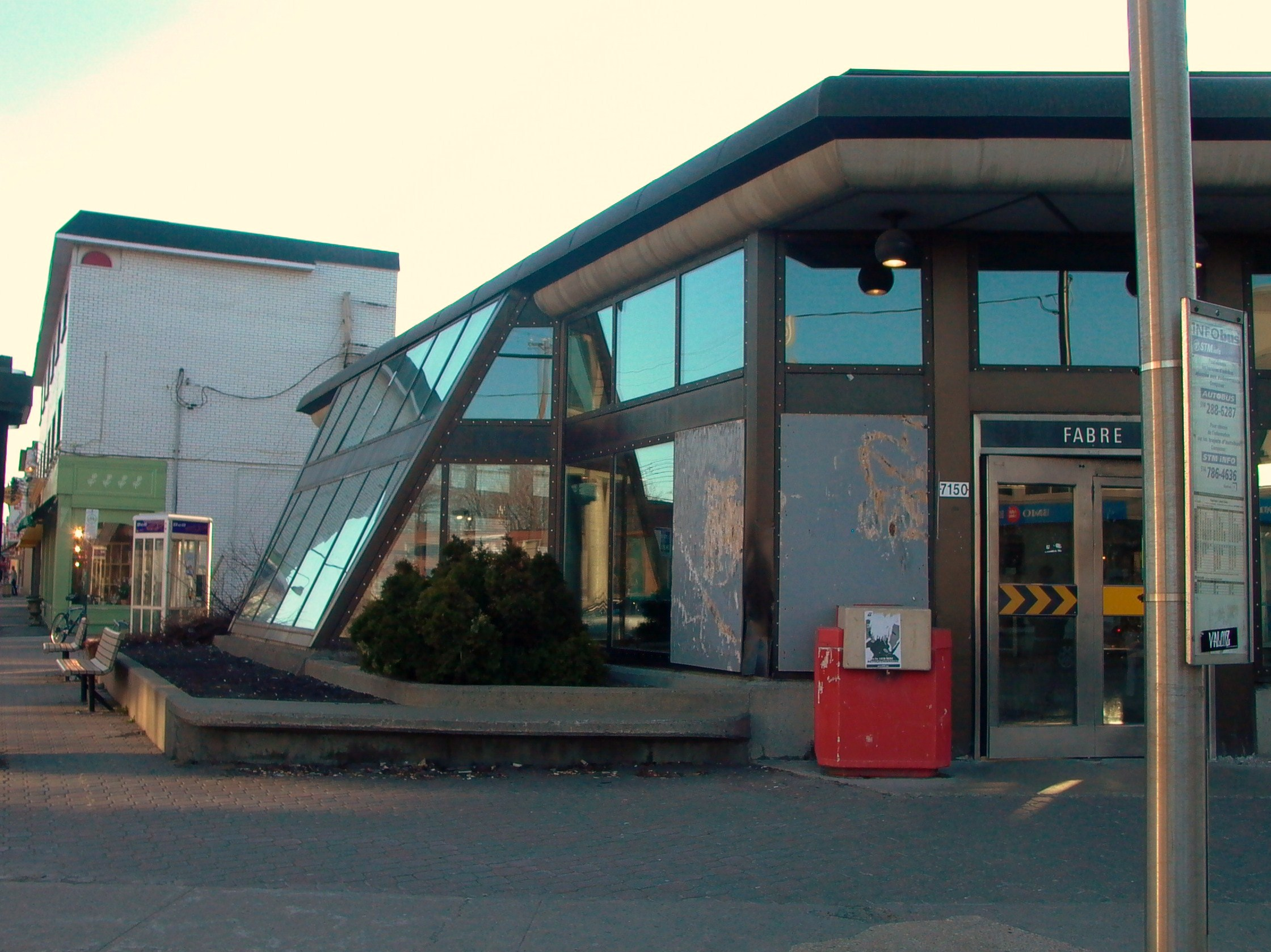
Eingangspavillon

Die vom Architekturbüro Bédard & Averna entworfene Station wurde als avantgardistisch gestalteter Tunnelbahnhof ausgeführt, in dem eine bunte Farbgebung dominiert. Es gibt zwei Pavillonbauten für die Ein- und Ausgänge. Die aus Beton und Glas bestehenden Bauwerke fallen durch spitze Winkel und abgeschrägte Flächen auf.
In 13,0 Metern Tiefe befindet sich die Bahnsteigebene mit zwei Seitenbahnsteigen. Die Entfernungen zu den benachbarten Stationen, jeweils von Stationsende zu Stationsanfang gemessen, betragen 644,50 Meter bis D’Iberville und 839,60 Meter bis Jean-Talon. Es bestehen Anschlüsse zu vier Buslinien und zwei Nachtbuslinien der Société de transport de Montréal.

## Kunst

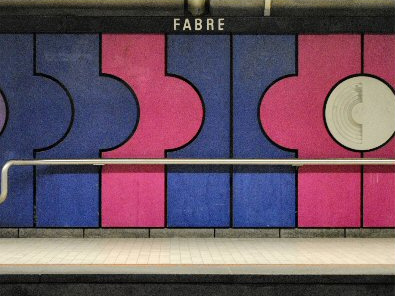
Wandmalerei

Für die künstlerische Gestaltung der Bahnsteigebene war Jean-Noël Poliquin verantwortlich. Zu diesem Zweck verwendete er farbig bemalte Paneele aus Polymerbeton. Sie bilden halbkreisförmige Ausschnitte, die den Eindruck von Bewegung vermitteln. In westlicher Richtung sind sie in Violett- und Magentatönen gehalten, in östlicher Richtung in Cyan- und Grüntönen. Durchbrochen wird das Muster von einzelnen Betonscheiben. Die Handläufe aus rostfreiem Stahl, die sich der ganzen Wand entlangziehen, krümmen sich zum Teil um die Scheiben herum, sind aber auch nach unten gebogen und dienen als Stütze für Sitzgelegenheiten.

## Geschichte
Die Eröffnung der Station erfolgte am 16. Juni 1986, zusammen mit dem Teilstück Saint-Michel–De Castelnau der blauen Linie. Namensgeber ist die Rue Fabre, benannt nach Édouard-Charles Fabre (1827–1896), dem ersten römisch-katholischen Erzbischof von Montreal.